# 충주 대림산성
충주 대림산성(忠州 大林山城)은 충청북도 충주시 살미면에 있는 삼국시대의 산성이다. 1999년 12월 31일 충청북도의 기념물 제110호로 지정되었다.

## 개요
충청북도 충주시 살미면 향산리에 있는 대림산성은 계곡을 포함한 산 정상을 둘러 쌓은 형태를 띠고 있다.
삼국시대에 만들어진 것으로 추정되는데, 대림산성이라는 명칭은 『세종실록지리지』에 처음 보이고 있어 조선 초기에도 대림산이 봉화대로 사용되었음을 알 수 있다.
대림산성은 굴곡이 심한 능선을 이용하여 방어에 용이하게 쌓았는데, 산성이 있는 곳은 특히 경사가 심하여 곳곳에 암벽이 형성된 천연의 요새이다. 경사가 완만하여 접근이 비교적 쉬운 서문과 남문, 동문터의 근처에는 2중, 3중의 방어벽을 별도로 설치하여 산성을 요새화하였다.
전체적으로 가장 취약한 서문터 부근은 양쪽 능선이 입구를 길게 좁히며 뻗어 있고, 입구에서 성문이 있는 곳까지 거리가 길뿐 아니라 곳곳에 방어시설을 설치하여, 마치 성문을 보호하기 위하여 쌓은 작은 성의 역할을 하도록 하였다.
성내에는 우물터와 건물터가 남아있고 정상에는 봉수터가 있다. 지금 이곳의 인근에 기와조각류 및 절터들이 흩어져 있는 것으로 미루어 보아 역사적으로도 중요한 지역임을 알 수 있다.

## 현지 안내문
대림산은 충주의 진산으로 충주에서 수안보로 가는 국도변에 솟아 있다.
산성은 대림산의 험준하고 가파른 지형을 이용하여 포곡형으로 쌓은 토석혼축성이다.
조령과 계립령을 거쳐 충주를 왕래하는 길목에 위치하여 성 남쪽과 달천강이 한눈에 들어온다.
둘레가 4,906m에 달하는 대규모의 산성으로 성벽의 높이는 4~6m이고 산성의 곳곳에 치성, 망루 등을 설치하였던 흔적이 보인다. 자연지형을 이용하여 능선을 따라 성을 축조한 것이 특징이다.
출토유물은 무문, 어골문, 격자문의 와편이 주종을 이루며 인화문 토기, 병형토기편 등이 나왔고 산성내의 건물지에서는 청자편이 많이 출토되었다.

## 참고 문헌
- 충주 대림산성 - 국가유산청 국가유산포털